# Shelta
Shelta is een mengtaal die de traditionele taal is van de Irish Travellers, een Ierse bevolkingsgroep met een nomadische levensstijl. Andere namen zijn Gammon, Sheldru of The Cant.
De woordenschat is grotendeels gebaseerd op het Iers-Gaelisch (woorden zijn vaak daarvan afgeleid door verwisseling van klanken, zoals ook in het Franse verlan). Grammaticaal zijn er echter veel overeenkomsten met Engels. Ook zijn er wat invloeden van het Romani, hoewel de Irish Travellers zelf geen Roma zijn.
In de hele wereld zijn er zo’n 86 000 sprekers van het Shelta, waarvan 6 000 tot 25 000 in Ierland. De taal zou al sinds de 13e eeuw bestaan en sinds 1870 is ze zowat “gecatalogiseerd”.
De benaming Shelta zou komen van het Ierse “siúlta” oftewel “wandelend”. Dat verwijst uiteraard naar de nomadische levensstijl van de Irish Travellers. Deze werden in Engeland bovendien “The Walking People” genoemd.